# Adriana Johanna Haanen
Adriana Johanna Haanen (Oosterhout, 14 de juny de 1814 – Oosterbeek, Renkum, 8 d'octubre de 1895) va ser una pintora neerlandesa.

## Biografia
Adriana Johanna Haanen va néixer a Oosterhout el 14 de juny de 1814. Va ser filla de l'artista Casparis Haanen i germana dels pintors George Gillis Haanen, Elisabeth Alida Haanen, i Remigius Adrianus Haanen. Era la tia del pintor Cecil van Haanen i mestra de les pintores Anna Abrahams i Christina Alida Blijdenstein.
Haanen és coneguda per les seves pintures de fruita i flors, va morir a Oosterbeek el 8 d'octubre de 1895.